# Dinastia Bagrationi

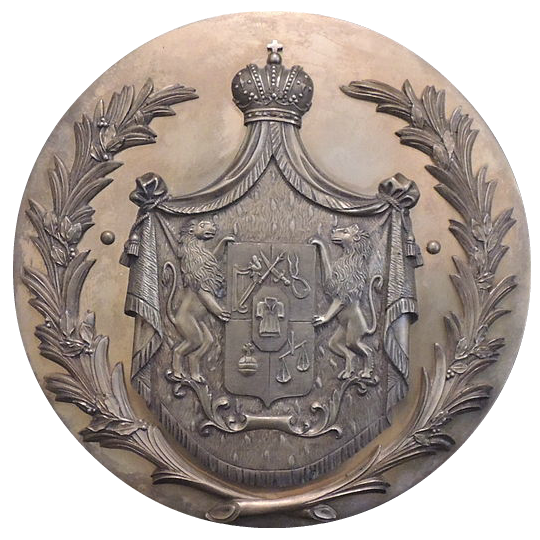
Coat of arms

Bagration (în limba georgiană: ბაგრატიონი, bagrat’ioni [bɑɡrɑtʼiɔni]) este numele atribuit unei dinastii de țari ai Georgiei care a domnit în Evul Mediu, a atins apogeul în a doua jumătate a secolului al X-lea și s-a stins în 1045, când Georgia este cucerită de Imperiul Bizantin. În galeria prezentată mai jos sunt personajele istorice cele mai cunoscute ce au făcut parte din familia Bagration. Regele David al IV-lea este, conform legendei și tradiției gruzine, descendent direct din regele biblic David. 

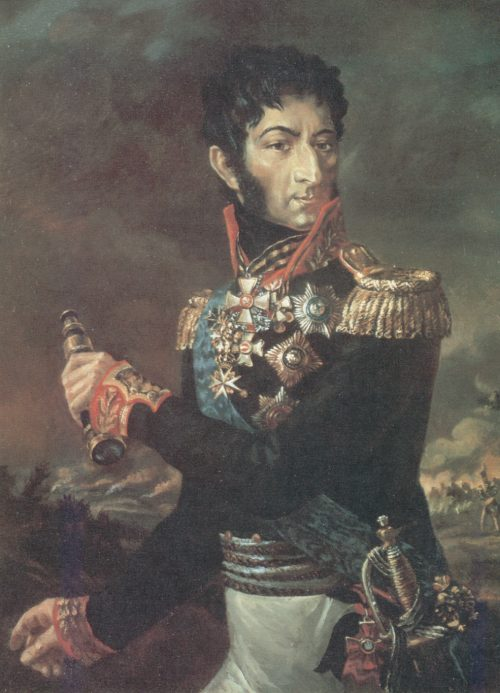
general of the Imperial Russian Army Pyotr Ivanovich Bagration (1765—1812) General al Armatei Imperiale Rusești, Piotr Ivanovici Bagration; a luptat alături de Mihail Kutuzov în Bătălia de la Borodino, împotriva lui Napoleon I
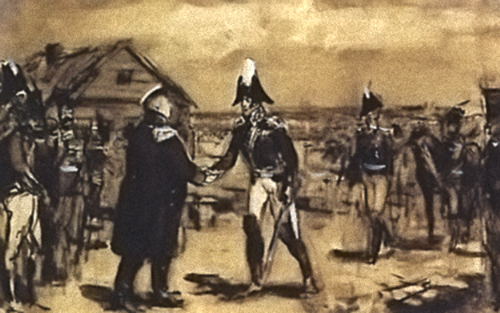
Bagration se întâlnește cu Kutuzov la Schöngrabern
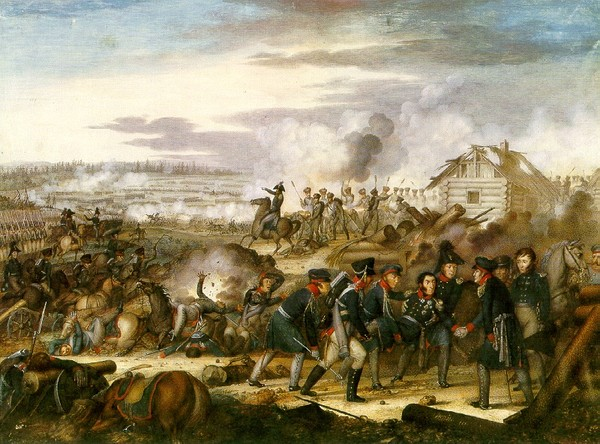
Tablou (1816) de Jean Gerin - Rănirea generalului Piotr Ivanovici Bagration în Bătălia de la Borodino
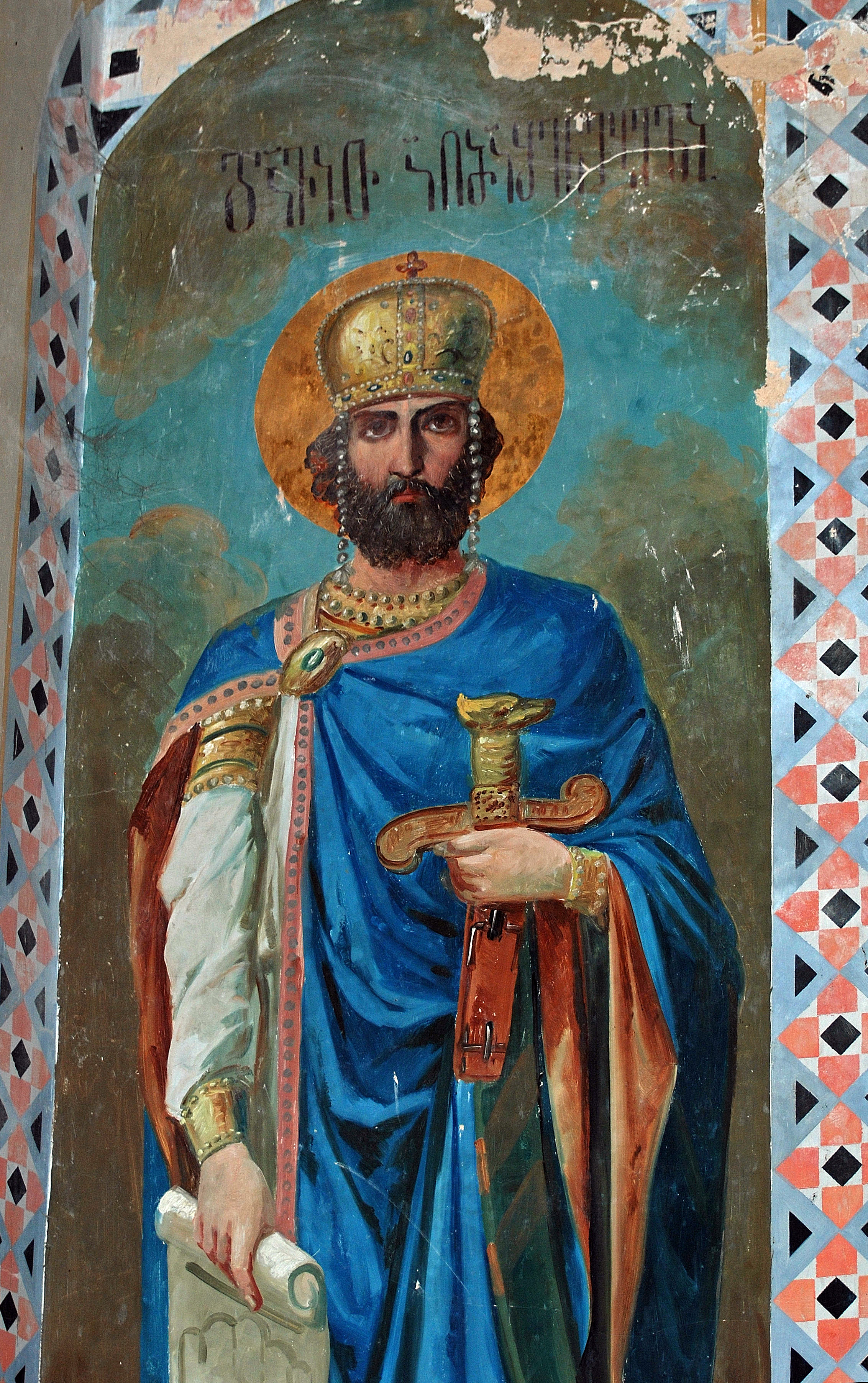
Regele David al IV-lea Aghmashenebeli al Georgiei
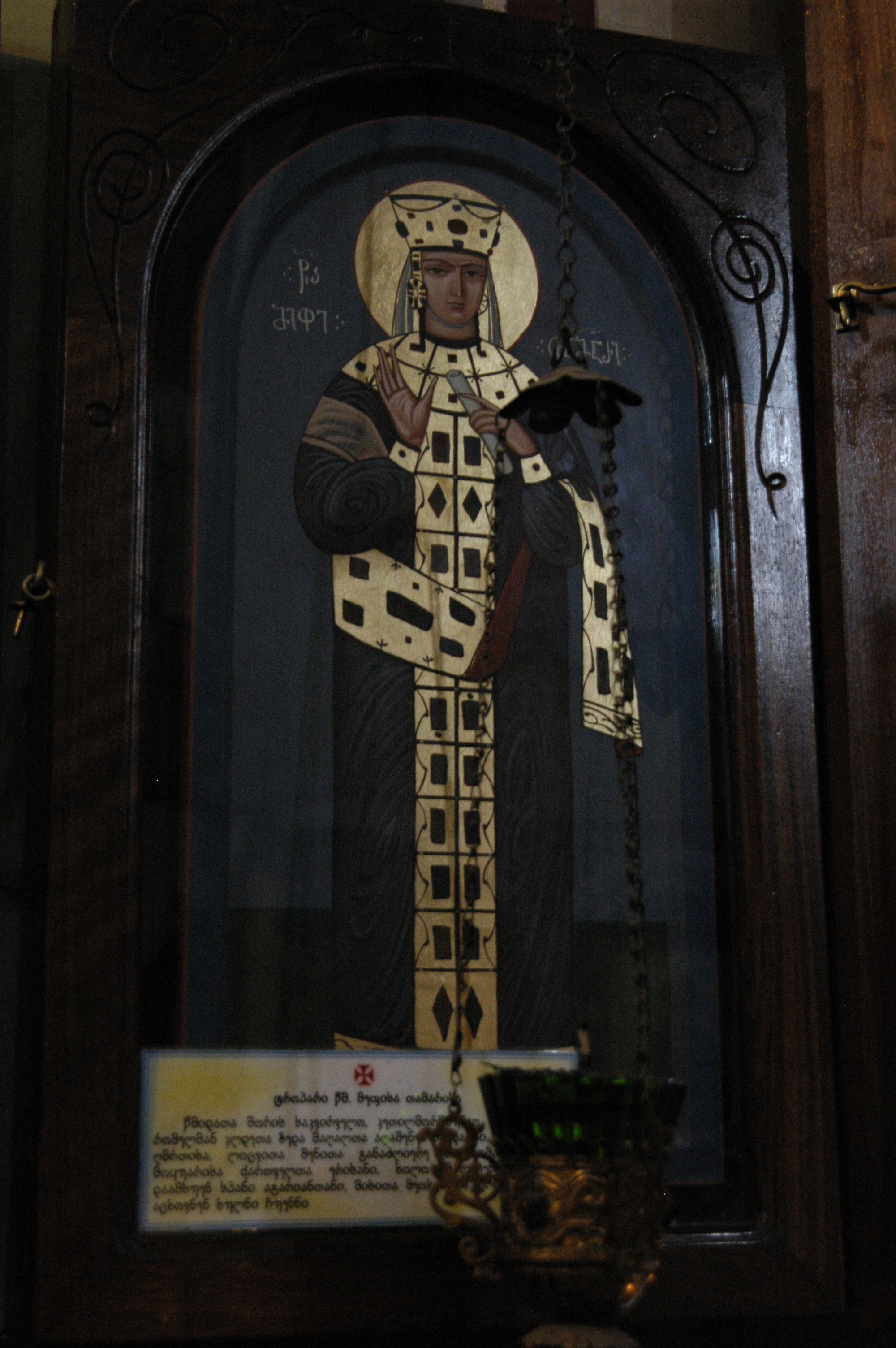
(Probabil) Regina Tamara a Georgiei –pictură pe lemn din Biserica Narikala, Tbilisi, Georgia
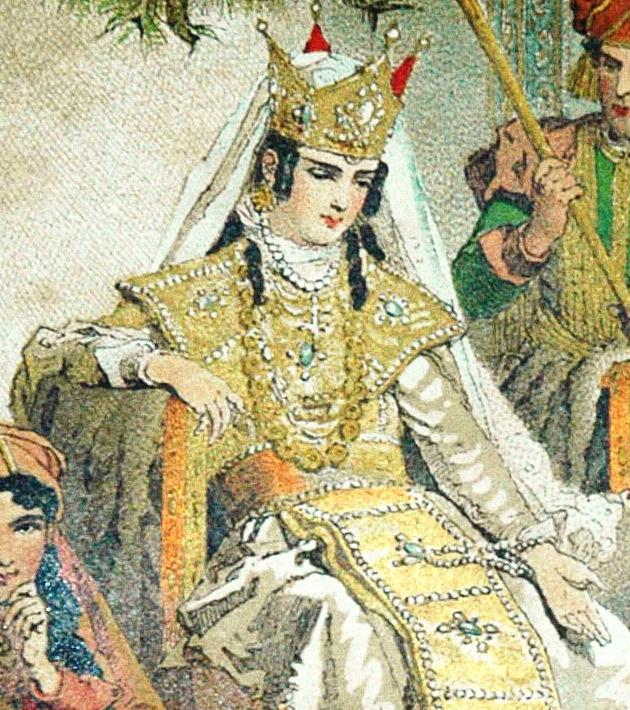
Pictură reprezentând-o pe Regina Tamara a Georgiei primind un poem înmânat de poetul Șota Rustaveli. Detaliu